# Goran Navojec
Goran Navojec (ur. 10 października 1970 w Bjelovarze) – chorwacki aktor.
Navojec jest żonaty z Larisą Lipovac.

## Filmografia
- 1996: Jak rozpoczęła się wojna na mojej wyspie jako Martin
- 1999: Četverored jako Baja Mesog
- 2011: Mission: Impossible – Ghost Protocol
- Dva igrača s klupe
- Naša mala klinika
- Odmori se, zaslužio si
- Parada
- Obywatel roku